# 西蒲甘露寺
西蒲甘露寺是一处古建筑，位于山西省太原市小店区北格镇西蒲村，时代为清、民国。
2011年12月31日，西蒲甘露寺公布为太原市文物保护单位。2021年8月4日，西蒲甘露寺公布为第六批山西省文物保护单位。